# Agelas
Agelas är ett släkte av svampdjur. Agelas ingår i familjen Agelasidae.
Agelas är enda släktet i familjen Agelasidae.

## Bildgalleri

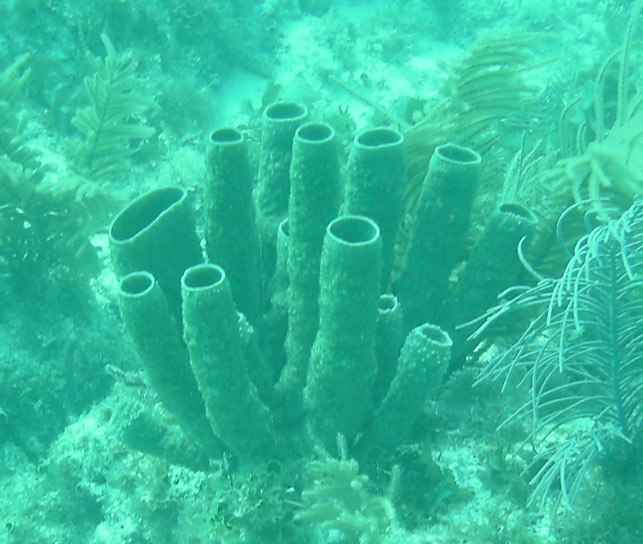
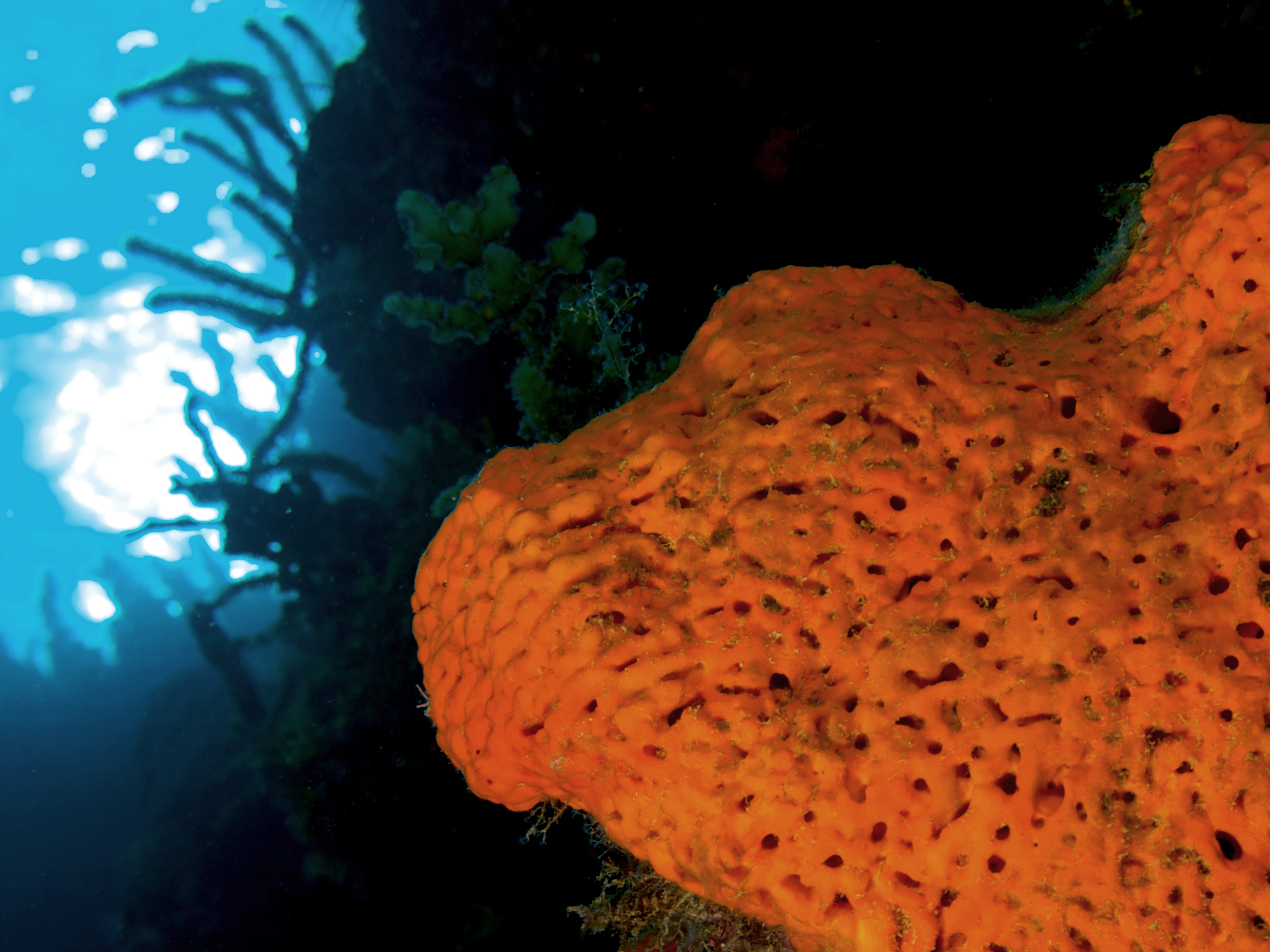
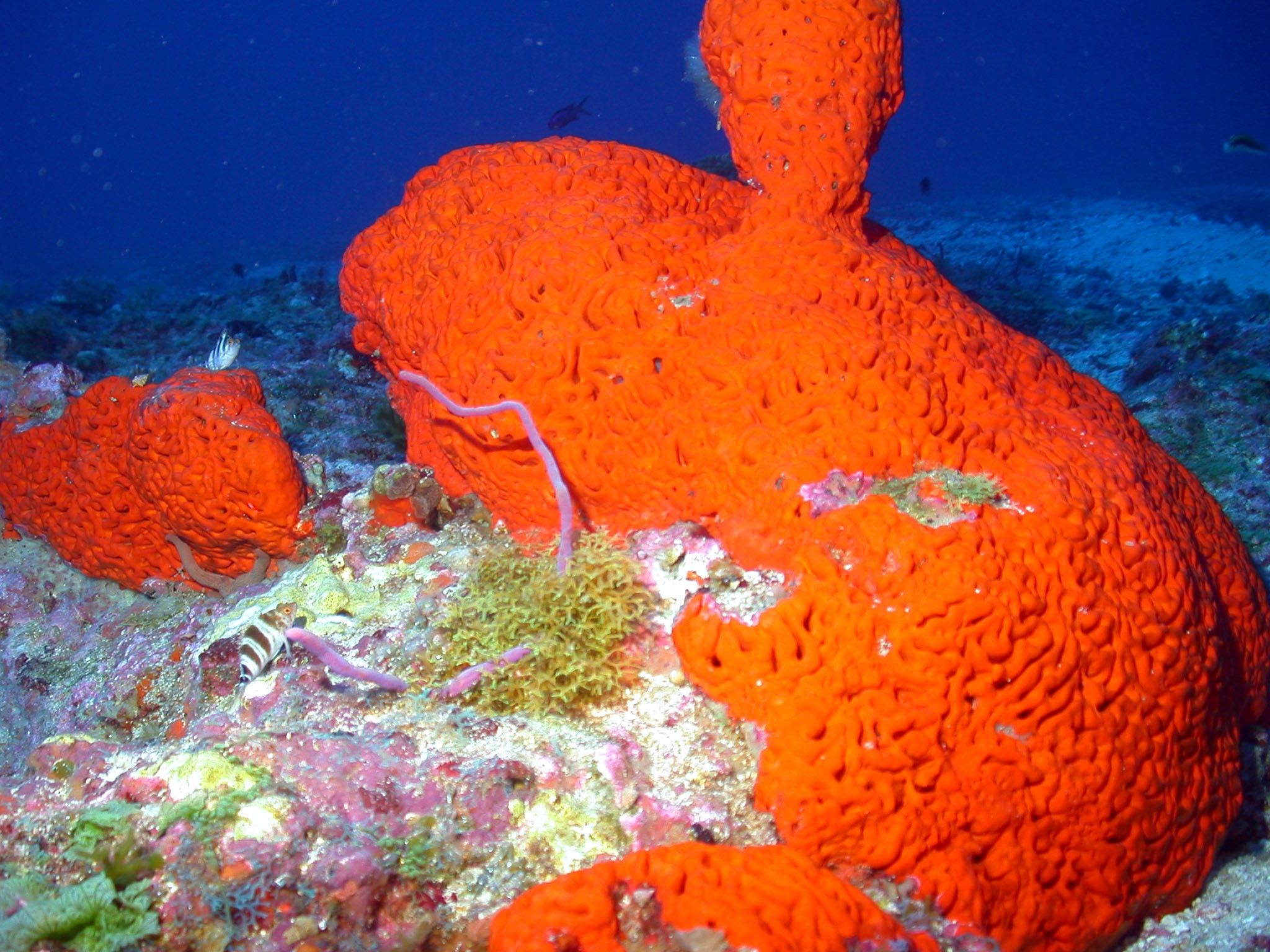
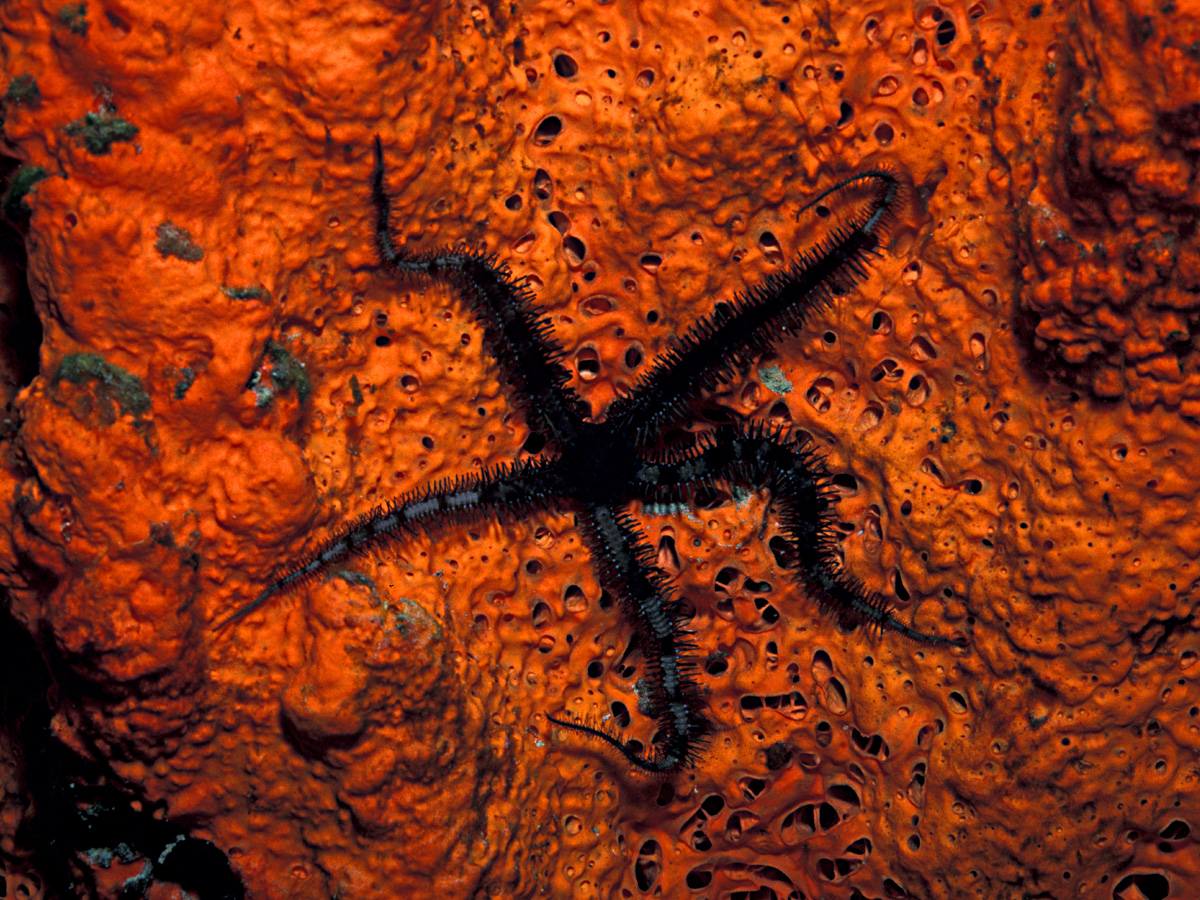
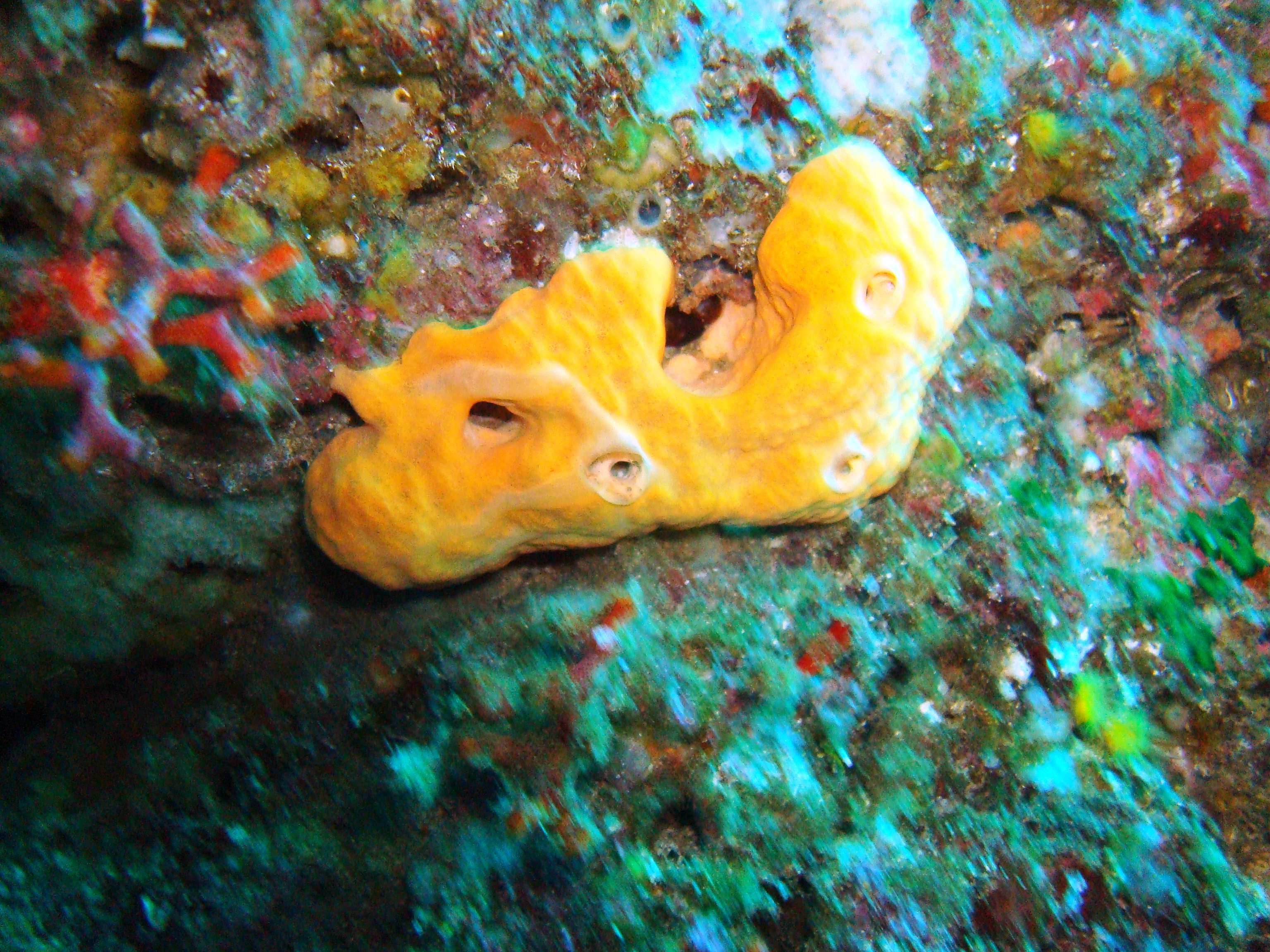
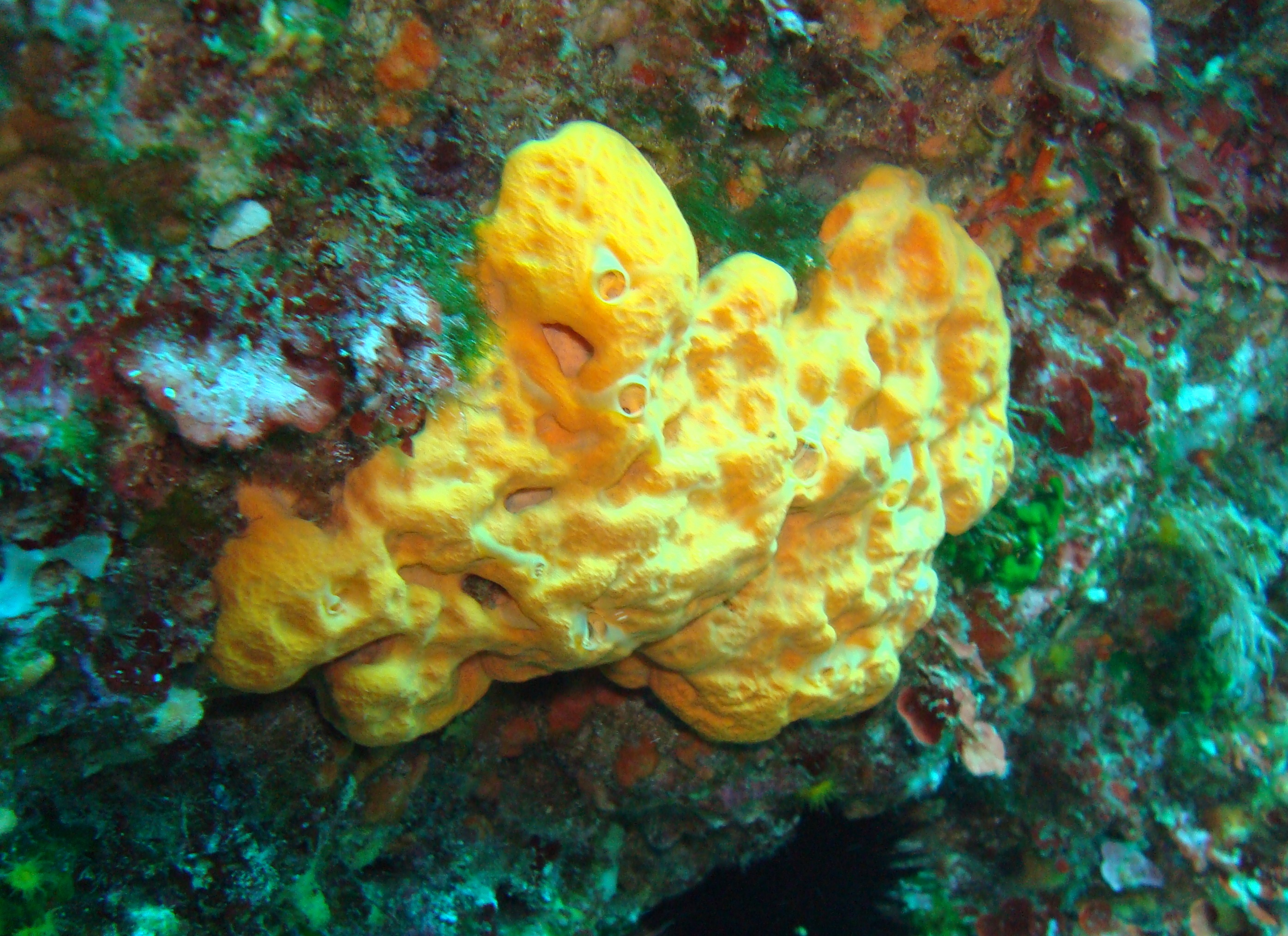

## Dottertaxa tillAgelas, i alfabetisk ordning[1]
- Agelas axifera
- Agelas bispiculata
- Agelas carpenteri
- Agelas cavernosa
- Agelas cerebrum
- Agelas cervicornis
- Agelas ceylonica
- Agelas citrina
- Agelas clathrodes
- Agelas conifera
- Agelas dendromorpha
- Agelas dilatata
- Agelas dispar
- Agelas fascicularis
- Agelas flabelliformis
- Agelas gracilis
- Agelas inaequalis
- Agelas linnaei
- Agelas marmarica
- Agelas mauritiana
- Agelas nakamurai
- Agelas nemoechinata
- Agelas novaecaledoniae
- Agelas oroides
- Agelas repens
- Agelas robusta
- Agelas rudis
- Agelas sceptrum
- Agelas schmidti
- Agelas semiglaber
- Agelas sventres
- Agelas tubulata
- Agelas wiedenmayeri